# William Henry Harrison
William Henry Harrison (9. února 1773 Charles City County, Virginie – 4. dubna 1841 Bílý dům) byl 9. prezidentem Spojených států amerických v roce 1841. Byl také vojevůdcem, válečným hrdinou a senátorem státu Ohio. Prezidentem se stal ve svých 68 letech a byl do té doby nejstarším americkým prezidentem. Byl také posledním prezidentem narozeným před vyhlášením nezávislosti.

Mapa volebních výsledků v roce 1840

Pocházel z rodu virginských plantážníků, jeho otec Benjamin Harrison V byl jedním z Otců zakladatelů. V roce 1800 se stal prvním guvernérem teritoria Indiana. Velel americkým jednotkám při vítězství nad Tecumsehem v bitvě u Tippecanoe 7. listopadu 1811. Získal proto přezdívku Old Tippecanoe a svoji pověst využil při volební kampani v roce 1840, do níž šel s písní nazvanou „Tippecanoe and Tyler Too“ a porazil úřadujícího prezidenta Martina Van Burena poměrem volitelů 234:60.
Jeho inaugurační projev 4. března 1841 trval jednu a půl hodiny, dodnes je nejdelším v celé prezidentské historii. Legenda praví, že kvůli nevhodnému oblečení při tomto projevu (odmítl si vzít zimník) a chladnému počasí onemocněl zápalem plic a o měsíc později zemřel jako první úřadující prezident. Tato verze ale není příliš realistická, protože první známky nemoci se u něj objevily až tři týdny po projevu. Lékaři, kteří se touto teorií zabývali, ji považují za nepravděpodobnou. Možným vysvětlením je tyfová nákaza, způsobená primitivními hygienickými podmínkami v tehdejším prezidentském sídle (kanalizační systém byl ve Washingtonu zřízen až v roce 1850).
Vládl pouze 30 dní, 11 hodin a 30 minut. Dosud je tedy prezidentem, který ve funkci strávil nejkratší období. Byl prvním prezidentem, který zemřel ve funkci, což způsobilo ústavní krizi, nicméně vedlo to také ve výsledku k vyjasnění následnictví v těchto případech do budoucna. Do úřadu tedy po Harrisonovi nastoupil jako plnoprávný prezident jeho viceprezident, John Tyler.
S manželkou Annou Harrisonovou měli deset dětí. Jeho vnuk Benjamin Harrison byl prezidentem USA v letech 1889–1893.
Ve městě Cincinnati byl v roce 1896 odhalen Harrisonovi jezdecký pomník.